# ديانا بيرغوين
ديانا بيرغوين هي فنانة تنصيبية كندية، ولدت في 1957 في أوتاوا في كندا.